# Microgaster duvauae
Microgaster duvauae är en stekelart som beskrevs av Juan Brèthes 1916. Microgaster duvauae ingår i släktet Microgaster och familjen bracksteklar. Inga underarter finns listade i Catalogue of Life.